# Michael Thompson (karateka)
Michael Thompson (ur. 23 czerwca 1962) – utytułowany brytyjski karateka stylów Kyokushin i Seidokaikan, zawodnik K-1.

## Sportowa kariera

### Karate
Uczeń Steve’a Arneila. Był czterokrotnym mistrzem Wielkiej Brytanii w Kyokushin w wadze ciężkiej (1982, 1984, 1986, 1989), a także mistrzem Wspólnoty Narodów (1988) oraz Europy (1991 – w finale pokonał Andy’ego Huga) w kategorii open. Trzykrotnie brał udział w mistrzostwach świata IKO. Najwyżej został sklasyfikowany w 1987 roku, gdy zajął 4. miejsce.
W 1992 roku przeszedł do stylu Seidokaikan. W 1994 roku został wicemistrzem świata (w finale został pokonany przez ippon przez Sama Greco).

### Kick-boxing
W latach 1994–1999 walczył w formule K-1. W kwietniu 1994 roku wystąpił w drugim w historii turnieju o mistrzostwo K-1. Przegrał wtedy w ćwierćfinale z innym karateką Seidokaikan Masaakim Satake. 
W 1996 roku zdobył w Zurychu (gala K-1 Fight Night '96) mistrzostwo świata WKA w wadze superjuniorciężkiej, pokonując przez techniczny nokaut Węgra Attilę Fusko.
Sportową karierę zakończył w 1999 roku po porażce z Michaelem McDonaldem (K-1 Fight Night '99).

## Osiągnięcia
Kick-boxing:
- 1996: Mistrz Świata WKA w wadze superjuniorciężkiej

Karate Seidokaikan:
- 1994: Karate World Cup '94 – 2. miejsce
- 1993: Karate World Cup '93 – 8. miejsce

Karate Kyokushin (IKO):
- 1991: 6. Mistrzostwa Europy – 1. miejsce
- 1989: 5. Mistrzostwa Europy – 2. miejsce
- 1989: British Open Championships – 1. miejsce w wadze ciężkiej
- 1988: 1. Mistrzostwa Wspólnoty Narodów – 1. miejsce
- 1987: 4. Otwarte Mistrzostwa Świata – 4. miejsce
- 1987: 4. Mistrzostwa Europy – 2. miejsce
- 1986: British Open Championships – 1. miejsce w wadze ciężkiej
- 1985: British Open Championships – 3. miejsce w wadze ciężkiej
- 1984: British Open Championships – 1. miejsce w wadze ciężkiej
- 1983: 3. Otwarte Mistrzostwa Świata – nagroda za najlepszą technikę
- 1983: British Open Championships – 3. miejsce w wadze ciężkiej
- 1982: 2. Mistrzostwa Europy – 3. miejsce
- 1982: British Open Championships – 1. miejsce w wadze ciężkiej